# Elezioni generali in Zimbabwe del 2013
Le elezioni generali in Zimbabwe del 2013 si tennero il 31 luglio per l'elezione del Presidente e il rinnovo del Parlamento.

## Risultati

### Elezioni presidenziali
| Candidati         | Partiti                                                    | Voti      | %     |
| ----------------- | ---------------------------------------------------------- | --------- | ----- |
| Robert Mugabe     | Unione Nazionale Africana di Zimbabwe - Fronte Patriottico | 2 110 434 | 61,88 |
| Morgan Tsvangirai | Movimento per il Cambiamento Democratico                   | 1 172 349 | 34,37 |
| Welshman Ncube    | Movimento per il Cambiamento Democratico (2005)            | 92 637    | 2,72  |
| Dumiso Dabengwa   | Unione Popolare Africana di Zimbabwe                       | 25 416    | 0,75  |
| Kisinoti Mukwazhe | Partito per lo Sviluppo dello Zimbabwe                     | 9 931     | 0,29  |
| Totale            | Totale                                                     | 3 410 767 | 100   |

### Elezioni parlamentari
| Liste                                                      | Voti      | %     | Seggi |
| ---------------------------------------------------------- | --------- | ----- | ----- |
| Unione Nazionale Africana di Zimbabwe - Fronte Patriottico | 2 116 116 | 62,39 | 160   |
| Movimento per il Cambiamento Democratico                   | 1 027 412 | 30,29 | 49    |
| Movimento per il Cambiamento Democratico (2005)            | 159 274   | 4,70  | –     |
| Unione Popolare Africana di Zimbabwe                       | 14 312    | 0,42  | –     |
| Mavambo/Kusile/Dawn                                        | 6 713     | 0,20  | –     |
| Indipendenti                                               | 63 011    | 1,86  | 1     |
| Altri                                                      | 4 743     | 0,14  | –     |
| Totale                                                     | 3 391 581 | 100   | 210   |